# 大伴磐
大伴 磐（おおとも の いわ）は、飛鳥時代の豪族。大連・大伴金村の子。

## 経歴
宣化天皇2年（537年）朝鮮半島において新羅が任那を侵攻したため、宣化天皇の命をうけた父・金村は子息の磐と狭手彦とを任那救援のために派遣する。この時、磐は筑紫国に留まって、その国政を掌り、三韓（高句麗・百済・新羅）に対して防備を固めた。一方の狭手彦は渡海して任那を鎮め、百済を助けた。
継体朝において甲斐国山梨郡山前邑に移住し、子孫は大伴山前氏（大伴山前連）となったとする系図がある。

## 系譜
- 父：大伴金村
- 母：不詳
- 生母不明の子女
  - 男子：大伴長峡[2] - 子孫は大伴山前連、家内連
  - 男子：大伴活目[2]
  - 男子：大伴弟古[2] - 子孫は大伴山前連、大伴直